# Pierre Granier-Deferre
Pierre Granier-Deferre (París, 27 de julio de 1927 − París, 16 de noviembre de 2007) fue un director de cine francés conocido por ser uno de los pocos directores franceses que se opusieron a la Nouvelle Vague, continuando una factura tradicional de films. Es el padre del director Denys Granier-Deferre y del jinete y artista de circo Valérie Fratellini.

## Biografía
Después de sus estudios en el Instituto de los altos estudios cinematográficos es durante un largo tiempo ayudante de Marcel Camus y de Jean-Paul le Chanois. Rueda su primera película importante, Le Petit Garçon de l'ascenseur en 1961. Hasta 2006, rodó más de 40 películas y producciones televisadas trabajando con actores tan conocidos como Simone Signoret, Lino Ventura, Jean Gabin, Alain Delon o Romy Schneider. Rodó igualmente para la televisión diferentes episodios de Maigret con Bruno Cremer.
Entre sus películas más conocidas, se puede citar el drama Le Chat  (1971) de Georges Simenon con Jean Gabin y Simone Signoret en los papeles principales o la película policíaca Adieu poulet  (1975) con Lino Ventura y Patrick Dewaere. Para la película Une étrange affaire, en el que un empleado (interpretado por Gérard Lanvin) recibe la seducción sutil de su patrón (Michel Piccoli) y sucumbe a la pérdida de identidad, Granier-Deferre recibió el Premio Louis-Delluc. Para la película L'Étoile du Nord, ha sido candidato del César a la mejor adaptación.
De 1967 a 1974, estuvo casado con la actriz británica Susan Hampshire. Su anterior esposa era la artista de circo y actriz Annie Fratellini. Pierre Granier-Deferre tenía cinco hijos. 
Pierre Granier-Deferre murió después de una hospitalización de diferentes semanas en el noviembre de 2007 a los 80 años. Fue enterrado en el cementerio del Barrio de Auteuil en París.

## Filmografía[2]

### Director y guionista

#### Cine
Pierre Granier-Deferre es guionista de todas sus obras excepte indicación.
- 1961: Le Petit Garçon de l'ascenseur
- 1962: Les aventures de Salavin (subtitulada Confession de minuit) adaptación del ciclo  Vie et aventures de Salavin de Georges Duhamel (1920-1932)
- 1965: Las alimañas (La Métamorphose des cloportes), guion de Albert Simonin y Michel Audiard adaptación de la novela de Alphonse Boudard
- 1965: Paris au mois d'août
- 1965: Història s d'homes (TV)
- 1967: Le Grand Dadais
- 1970: Justicia sin palabras (La Horse)
- 1971: El gato (Le Chat)
- 1971: La viuda Couderc (La Veuve Couderc)
- 1973: El hijo (Le Fils)
- 1973: El tren (Le train)
- 1974: Creezy, mujer objeto (La Race des seigneurs)
- 1975: Atrapado (La Cage)
- 1975: El incorruptible (Adieu poulet), guion de Francis Veber
- 1976: Una mujer en la ventana (Une femme à sa fenêtre)
- 1979: El matasanos (Le Toubib)
- 1981: Une étrange affaire
- 1982: L'Étoile du Nord
- 1983: L'Ami de Vincent
- 1985: L'Homme aux yeux d'argent
- 1986: Cours privé
- 1987: Playa mortal  (Noyade interdite)
- 1988: La Couleur du vent
- 1990: L'Autrichienne
- 1992: La voix
- 1993: Archipel
- 1995: El nen (Le Petit Garçon)

#### Televisión
- 1964: Un amour de guerre
- 1995: Episodios de Maigret, Episodio 17: Maigret et la Vente a la bougie
- 1996: La dernière fête
- 1997: Episodios de Maigret, Episodio 25: Maigret et l'Enfant de chœur
- 2001: Episodios de Maigret, Episodio 36: Maigret et la Fenêtre ouverte

### Guionista
- 1999: Madame Quatre et ses enfants (TV)
- Meurtre a un jardin potager (TV)
- Un meurtre de première classe (TV)
- 2000: Maigret voit double (TV)
- Maigret chez les riches (TV)
- 2002: Maigret et le marchand de vin (TV)
- Maigret chez el ministre (TV)
- Maigret et le fou de Sainte-Clotilde (TV)
- 2003: Signé Picpus (TV)
- 2004: Les Scrupules de Maigret (TV)

### Ayudante
- 1950: Le Roi des camelots de André Berthomieu
- 1950: ...Sans laisser d'adresse de Jean-Paul le Chanois
- 1951: La nuit est mon royaume de Georges Lacombe
- 1953: Le Portrait de son père de André Berthomieu
- 1954 - L'Air de Paris de Marcel Carné
- 1955 - Village magique de Jean-Paul el Chanois
- 1956: Crims et Châtiment , de Georges Lampin
- 1957 - À pied, a cheval et en voiture de Maurice Delbez
- 1958 - En légitime defense de André Berthomieu
- 1958 - Les Grandes Familles de Denys de La Patellière
- 1959 - Rue des prairies de Denys de La Patellière
- 1960 - Un taxi pour Tobrouk de Denys de La Patellière
- 1960: Une gueule comme la mienne de Frédéric Dard (conseller tècnic)

## Premios y nominaciones

### Premios
- 1983: César a la mejor adaptación por L'étoile du Nord

### Nominaciones
- 1982: César al mejor director por Une étrange affaire
- 1982: César al mejor guion original o adaptación por Une étrange affaire